# Tabanus palpinus
Tabanus palpinus är en tvåvingeart som beskrevs av Palisot debeauvois 1819. Tabanus palpinus ingår i släktet Tabanus och familjen bromsar. Inga underarter finns listade i Catalogue of Life.